# Парламентські вибори в Чехії 2006

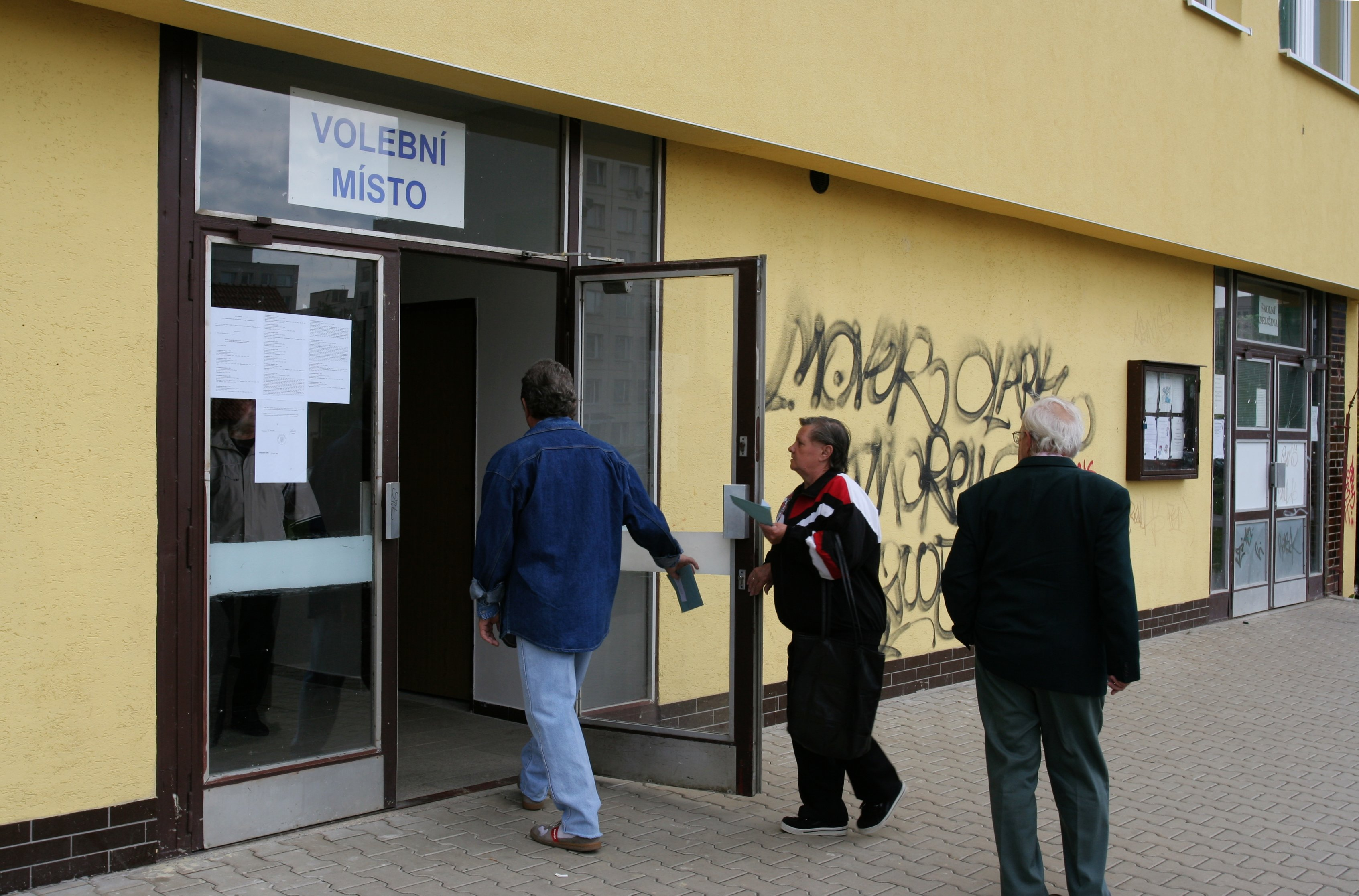
Ділянка для голосування

Парламентські вибори в Чехії 2006 року проходили 2 і 3 червня. На 200 місць Палати депутатів Чехії претендувало 27 партій. Вибори проходили за пропорційною системою. Явка виборців на виборах склала 64,47 %.

## Результати
| партія                                                         | голосів           | місць | Δ    |
| -------------------------------------------------------------- | ----------------- | ----- | ---- |
| Громадянська демократична партія                               | 1892475 (35,38 %) | 81    | ▲ 23 |
| Чеська соціал-демократична партія                              | 1728827 (32,32 %) | 74    | ▲ 4  |
| Комуністична партія Чехії і Моравії                            | 685 328 (12,81 %) | 26    | ▼ 15 |
| Християнсько-демократичний союз — Чехословацька народна партія | 386 706 (7,22 %)  | 13    | ▼ 10 |
| Партія зелених                                                 | 336 487 (6,29 %)  | 6     | ▲ 6  |
| РНК Європейські демократи                                      | 111 724 (2,08 %)  | 0     | ▬    |

## Наслідки
За підсумками виборів до Чехії настала політична криза, пов'язана з неможливістю сформувати як лівий, так і правий уряд (ліві партії ЧСДП — КПЧМ і правоцентристські ГДП — ХДС-ЧНП — Зелені контролювали по 100 місць). Хоча, зрештою президент країни Вацлав Клаус призначив прем'єр-міністром Мірека Тополанека від ГДП, правлячий кабінет міністром перебував у вкрай хиткому становищі.